# Michael J. Hogan

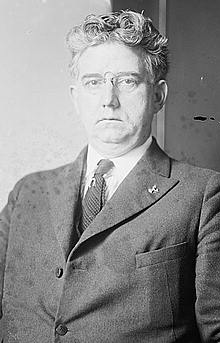
Michael J. Hogan

Michael Joseph Hogan (* 22. April 1871 in New York City; † 7. Mai 1940 in Rockville Centre, New York) war ein US-amerikanischer Politiker. Zwischen 1921 und 1923 vertrat er den Bundesstaat New York im US-Repräsentantenhaus.

## Werdegang
Michael Joseph Hogan wurde ungefähr sechs Jahre nach dem Ende des Bürgerkrieges in New York City geboren. Er besuchte sowohl Konfessionsschulen (parochial schools) als auch öffentliche Schulen. Zwischen 1889 und 1898 diente er im 13. Regiment der Nationalgarde von New York. Im letzten Jahr kam er zum Spanisch-Amerikanischen Krieg. Er saß zwischen 1914 und 1920 im Board of Aldermen von New York City. Auf eine Wiedernominierung verzichtete er. Zu jener Zeit tobte der Erste Weltkrieg. Politisch gehörte er der Republikanischen Partei an.
Bei den Kongresswahlen des Jahres 1920 für den 67. Kongress wurde Hogan im siebten Wahlbezirk von New York in das US-Repräsentantenhaus in Washington, D.C. gewählt, wo er am 4. März 1921 die Nachfolge von James P. Maher antrat. Im Jahr 1922 erlitt er bei seiner Wiederwahlkandidatur eine Niederlage und schied nach dem 3. März 1923 aus dem Kongress aus.
Hogan nahm als Delegierter in den Jahren 1914, 1918, 1920, 1922, 1924 und 1926 an den Republican State Conventions teil. Er managte Transportunternehmungen in New York City. 1935 wurde er wegen Bestechung zu einer Strafe von einem Jahr und einem Tag im Bundesgefängnis verurteilt. Der Vorfall ereignete sich, als er noch ein Büroangestellter (clerk) des Collector of the Port war. Am 7. Mai 1940 verstarb er in Rockville Centre und wurde dann auf dem Green-Wood Cemetery in Brooklyn beigesetzt.